# Jairo Sanchez
Jairo Geovanny Sanchez-Scott (ur. 10 grudnia 1987 na Kajmanach) – kajmański piłkarz grający na pozycji pomocnika w tamtejszym Elite SC, reprezentant kraju.

## Kariera klubowa
Sanchez w Elite SC gra od 2007 roku. Razem z tą drużyną w sezonach 2008/09 i 2010/11 zdobył mistrzostwo Kajmanów, a w sezonie 2008/09 sięgnął razem z drużyną po puchar Kajmanów.

## Kariera reprezentacyjna
Sanchez w reprezentacji Kajmanów zadebiutował w 2004 roku. W 2008 roku w jednym z meczów udało mu się strzelić bramkę. Obecnie (4 sierpnia 2012) Sanchez w reprezentacji Kajmanów rozegrał 12 meczów w których strzelił bramkę.